# 중부초등학교 (경기)
중부초등학교(中部初等學校)는 대한민국 경기도 성남시 중원구 은행1동 자혜로55번길에 있는 공립 초등학교이다. 2000년 3월 1일 중부초등학교로 개교하였다. 교훈은 성실,인내,협동이다. 배드민턴부가 있다. 교목은 소나무이고 교화는 개나리이고 교조는 독수리이다. 중부초 연혁 아래참고

## 중부초 연혁
- 1999년 12월 1일 : 41개 교실 특별실 7개 준공
- 2000년 2월 8일 :  중부초등학교 설립 인가
- 2000년 3월 1일 : 개교
- 2005년 10월 26일 :  경기도교육청지정 모델학교중심장학 보고회
- 2007년 2월 3일 :  중부초등학교 제6회 졸업
- 2007년 3월 1일 :  중부초등학교 40학급편성, 유치원 1학급 편성
- 2007년 9월 1일 :  제4대 안용수 교장 부임
- 2008년 2월 16일 :  중부초등학교 7회 졸업(총 1745명)
- 2008년 3월 1일 :  중부초등학교 41학급 편성, 유치원 1학급 편성
- 2008년 3월 3일 :  중부초등학교 9회 입학식
- 2009년 2월 13일 :  중부초등학교 8회 졸업(247명 졸업, 총 1992명)
- 2009년 3월 2일 : 중부초등학교 10회 입학식
- 2010년 2월 12일 :  중부초등학교 9회 졸업(227명 총 2219명)
- 2010년 :  중부초등학교 온누리관(체육관) 신축공사
- 2010년 3월 1일 :  중부초등학교 38학급 편성(유치원 1학급 편성)
- 2010년 3월 2일 : 중부초등학교 11회 입학식
- 2011년 2월 16일 : 10회 졸업(244명 총2463)
- 2011년 3월 2일 : 중부초등학교 12회 입학식
- 2011년 3월 1일 :  35학급 편성(유치원 1학급 편성)
- 2011년 3월 1일 :  제5대 안혁하 교장 부임
- 2012년 2월 17일 :  11회 졸업(202명 총 2665명)
- 2012년 3월 1일 :  35학급 편성 (유치원 1학급 편성)
- 2012년 3월 1일 :  사교육절감형 창의경영학교
- 2012년 3월 2일 :  중부초등학교 13회 입학식
- 2013년 2월 19일 :  12회 졸업식(239명 총 2904명)
- 2013년 3월 1일 :  36학급 편성(유치원 1학급 편성)
- 2013년 3월 1일 :  특수학급 1학급 신설
- 2013년 3월 2일 :  12회 입학식
- 2014년 2월 18일 :  제13회 졸업식 (163명, 총3057명)
- 2014년 3월 1일 :  35학급 편성(특수학급 1학급 포함), 유치원 2학급 편성
- 2015년 2월 17일 :  제14회 졸업식 (142명, 총3199명)
- 2015년 3월 1일 :  제6대 류재순 교장 부임
- 2015년 3월 1일 :  31학급 편성(특수학급 1학급 포함), 유치원 2학급 편성
- 2015년 3월 2일 :  15회 입학식
- 3월 1일 : 제7대 안희숙 교장 부임
- 2020년 3월 1일 : 제8대 김영모 교장 부임
- 2022년 9월 1일 : 제9대 박용선 교장 부임

## 중부초 상징
- 교목:소나무
- 교화:개나리
- 교조:독수리

## 참고 자료
- 중부초등학교 - 한국교육학술정보원 학교알리미

## 같이 보기
- 성남동초등학교

- - 상원초등학교

- -     - 성남은행초등학교

- -     -       - 은행중학교